# María Pilar Izquierdo Albero
María Pilar Izquierdo Albero (Saragozza, 27 luglio 1906 – San Sebastián, 27 agosto 1945) è stata una religiosa spagnola, fondatrice dell'Opera Missionaria di Gesù e Maria.

## Biografia
Nata da una modesta famiglia di Saragozza, la sua giovinezza fu segnata da numerosi e gravi problemi di salute e nel 1927 perse la vista e rimase paralizzata: immobilizzata a letto, iniziò a progettare la creazione di un'opera caritativa che riproducesse la vita attiva di Gesù sulla terra.
Nel 1939 la Izquierdo Albero guarì inspiegabilmente e iniziò a mettere in pratica il suo progetto ma, a causa del clamore suscitato dal suo risanamento, le autorità ecclesiastiche non concessero il loro sostegno all'opera. La fondatrice e le sue collaboratrici si trasferirono allora a Madrid, dove nel 1942 vennero approvate come pia unione.
Trasferitasi a San Sebastián, si ammalò di cancro e morì trentanovenne. La sua opera continuò a Logroño e si sviluppò sino a diventare una congregazione religiosa.

## Il culto
Dichiarata venerabile il 18 dicembre 2000, è stata proclamata beata da papa Giovanni Paolo II il 4 novembre 2001.
La sua memoria liturgica ricorre il 27 agosto.